# Trawsfynydd
Trawsfynydd ([trausˈvənɨ̞ð]) ist eine Ortschaft in Gwynedd. Die Ortschaft hat etwas weniger als 1000 Einwohner. Sie liegt an der A470. Der Llyn Trawsfynydd wurde 1928 angelegt. Das Kernkraftwerk Trawsfynydd ist stillgelegt.
Der Bedd Porus (auch Porius Stone) liegt östlich von Bronaber bei Trawsfynydd.